# Unité urbaine de Chaingy
L’unité urbaine de Chaingy est une unité urbaine française centrée sur la ville de Chaingy dans le département du Loiret et la région Centre-Val de Loire.
D'après la définition qu'en donne l'Institut national de la statistique et des études économiques (Insee), l'unité urbaine correspond à « une commune ou un ensemble de communes présentant une zone de  bâti continu (pas de coupure de plus de 200 mètres entre deux constructions) qui compte au moins 2 000 habitants ».
Elle est comprise dans l'aire urbaine et la zone d'emploi d'Orléans.
C'est l'une des 29 unités urbaines du Loiret.

## Géographie
L'unité urbaine de Chaingy est composée de deux communes situées dans le département du Loiret et la région naturelle du val de Loire. C'est la 11e unité urbaine du département par son nombre d'habitants et la 24e par sa superficie.
Le tableau suivant détaille la répartition de l'aire urbaine sur le département (les pourcentages s'entendent en proportion du département) :
| Département | Communes | Communes (%) | Superficie (km²) | Superficie (%) | Population (2008) | Population (%) |
| ----------- | -------- | ------------ | ---------------- | -------------- | ----------------- | -------------- |
| Loiret      | 2        | 0,6          | 31,76            | 0,47           | 6 492             | 1,00           |

### Démographie
La population de l'unité urbaine est en augmentation constante depuis 1968.
| 1968  | 1975  | 1982  | 1990  | 1999  | 2008  |
| ----- | ----- | ----- | ----- | ----- | ----- |
| 2 712 | 3 359 | 5 570 | 5 619 | 5 835 | 6 492 |

Pyramide des âges
Au recensement de 2008, la population comptait 3 295 femmes pour 3 197 hommes.
| Hommes | Classe d’âge | Femmes |
| ------ | ------------ | ------ |
| 0,3    | + 90         | 0,4    |
| 4,1    | 75-89        | 5,9    |
| 14,5   | 60-74        | 15,1   |
| 22,3   | 45-59        | 20,7   |
| 21,5   | 30-44        | 22,5   |
| 16,2   | 15-29        | 14,6   |
| 21,2   | 0-14         | 20,8   |

### Liste des communes
Voici la liste des deux communes de l'unité urbaine de Chaingy, toutes comprises dans le département du Loiret et le canton de Meung-sur-Loire.
| Nom      | Code Insee | Statut | Superficie (km2) | Population (dernière pop. légale) | Densité (hab./km2) |
| -------- | ---------- | ------ | ---------------- | --------------------------------- | ------------------ |
| Chaingy  | 45067      |        | 21,69            | 3 599 (2014)                      | 166                |
| Saint-Ay | 45269      |        | 10,07            | 3 271 (2014)                      | 325                |

## Administration
L'unité urbaine de Chaingy est situé dans l'arrondissement d'Orléans et le canton de Meung-sur-Loire ; elle dépend du syndicat mixte du pays Loire Beauce.